# Linares (província)
Linares é uma província do Chile, localizada na região de Maule.
A província possui uma área de 10.050,2 km² e uma população de 255.945 habitantes. Sua capital é a cidade de Linares com uma população de aproximadamente 70.000 habitantes. 
Limita-se a norte com a Província de Talca; a oeste com a Província de Cauquenes; a leste com a Argentina; a sul com a Província de Ñuble, na VIII Região.

## Comunas
A província está dividida em 8 comunas:
- Linares
- San Javier de Loncomilla
- Parral
- Villa Alegre
- Longaví
- Colbún
- Retiro
- Yerbas Buenas